# Mády Gyula
Dr. Mády Gyula (Újpest, 1896. augusztus 15. – Budapest, 1978. április 30.) magyar református lelkész, esperes. Az Újpest-Belsővárosi Református Egyházközség lelkipásztora, a Budapest-Északi Református egyházmegye esperese, zsinati tag és a Dunamelléki Református Egyházkerület lelkészi jegyzője.

## Életpályája
Szülei: Mády Lajos (1848–1918) esperes és Asztalos Vilma voltak. Iskoláit Újpesten, a teológiát 1914–1918 között Budapesten végezte el. 1918–1922 között hitoktató segédlelkész Újpesten és Pestszenterzsébeten. 1918–1919 között zavaros politikai helyzet, majd igaztalan vádak, feljelentések követték egymást. 1922-től a Rákospalota-újvárosi gyülekezet vezetője volt. 1926-tól az Újpest-belsővárosi egyházközség lelkésze volt. 1932-ben a szegedi egyetem jogtudományi karán államtudományi doktorátust szerzett. 1932-ben egyházmegyei közjegyzőként is dolgozott. 1934-től egyházmegyei tanácsbíró volt. 1945-ben beiratkozott az egyetem jogi karára. 1950–1955 között egyházmegyei főjegyző és tanácsbírói munkát is végzett. 1955-től a Budapest-északi egyházmegye főjegyzője, 1962–1968 között esperese volt. 1968-ban nyugdíjba vonult.

## Magánélete
1927-ben házasságot kötött Dorogi Malvinnal (1910–1995). Négy gyermekük született: Judit (1932–1946), Mády György (1935–2013) vegyész, Katalin (1940) és Ferenc (1944).
Sírja a Megyeri temetőben található (kriptasor-1-35/36).

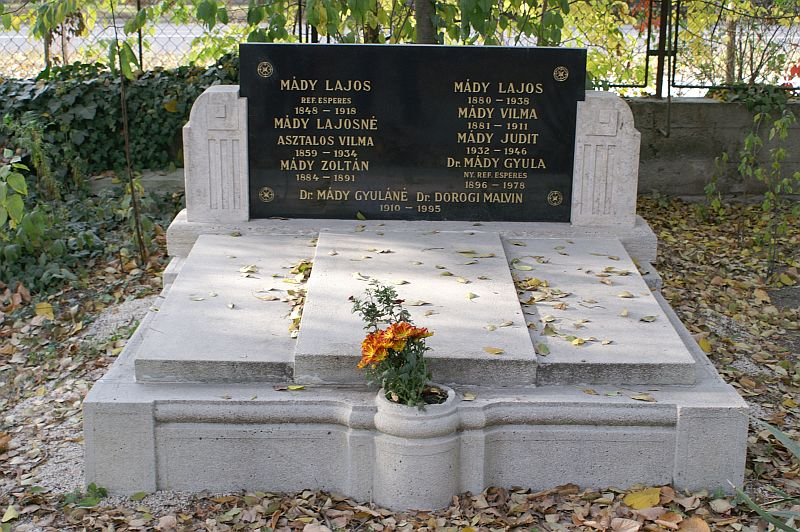
Mády Lajos lelkész, Újpest első református lelkipásztorának és Mády Gyula lelkész, az újpesti református gyülekezeti ház alapítójának sírja Budapesten. Megyeri temető: kriptasor-1-35/36.